# 나르도 링

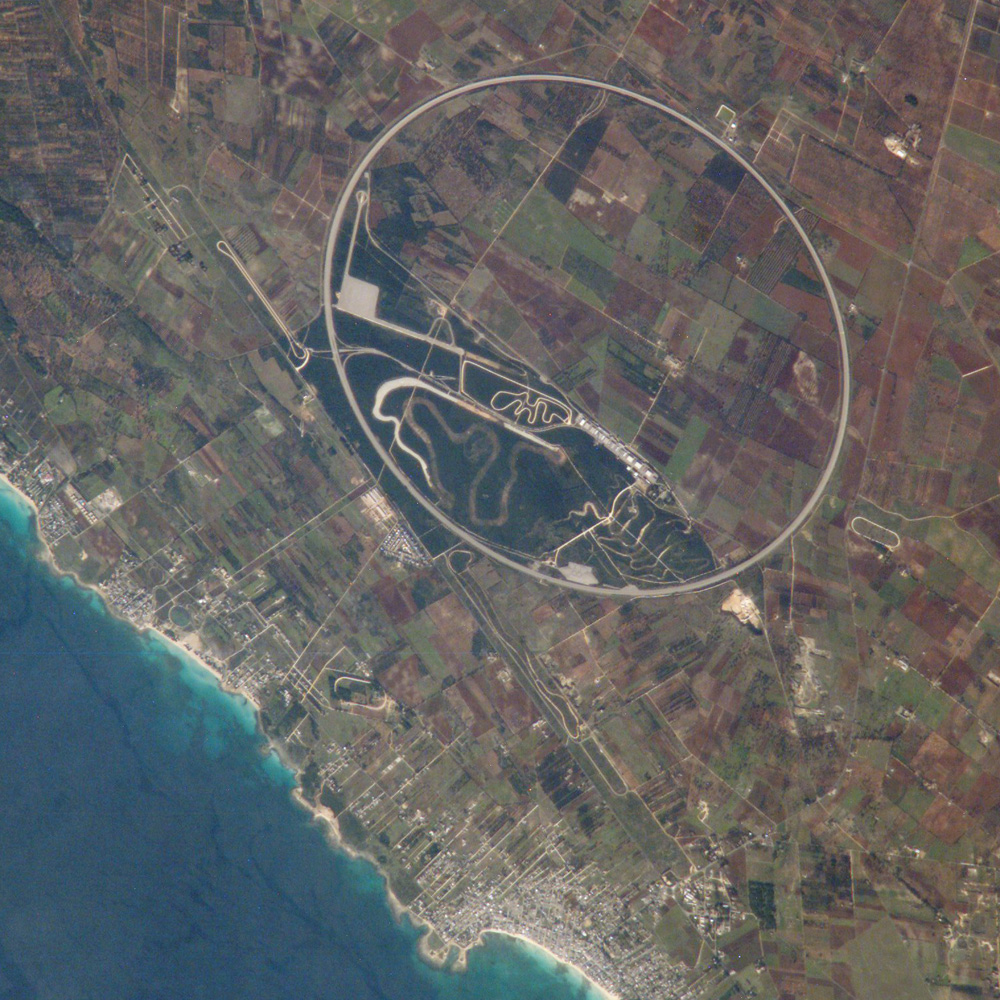
나르도 링의 위성사진

나르도 링(Nardò Ring)은 1975년 이탈리아 풀리아주 레체도의 나르도 북서부에 건설된 시험용 고속 자동차 경주로이다. 피아트 나르도 테스트 트랙(이탈리아어: Pista di prova di Nardò della Fiat)으로 개장하였으며, 포르셰 엔지니어링이 2012년 인수하여 현재 나르도 기술 센터(Nardò Technical Center)로 명명하여 운영하고 있다.